# DisneyMania 2
DisneyMania 2 é o segundo álbum da série DisneyMania, lançada pela Walt Disney Records. Foi liberado em 27 de janeiro de 2004 e, assim como o anterior, ganhou o certificado de Ouro nos Estados Unidos, sendo mais bem sucedido na Billboard 200, onde sua melhor posição foi a #29.
| Críticas profissionais                                                      | Críticas profissionais |
| Avaliações da crítica                                                       | Avaliações da crítica  |
| Fonte                                                                       | Avaliação              |
| --------------------------------------------------------------------------- | ---------------------- |
| Allmusic                                                                    | [ 3 ]                  |
| Esta tabela precisa de ser acompanhada por texto em prosa. Consulte o guia. |                        |

## Faixas
1. Jump5 - "Welcome" (Irmão Urso)
2. Raven-Symoné - "True To Your Heart" (Mulan)
3. Baha Men - "It's A Small World" (It's a Small World)
4. The Beu Sisters - "He's a Tramp" (A Dama e o Vagabundo)
5. Stevie Brock - "Zip-a-Dee-Doo-Dah" (Song of the South)
6. Hilary Duff & Haylie Duff - "The Siamese Cat Song" (A Dama e o Vagabundo)
7. Estrelas do Disney Channel - "Circle of Life" (O Rei Leão)
8. LMNT - "A Whole New World" (Aladdin)
9. No Secrets - "Once Upon (Another) Dream" (A Bela Adormecida)
10. The Beu Sisters - "Anytime You Need a Friend" (Nem que a Vaca Tussa)
11. Jesse McCartney - "The Second Star to the Right" (Peter Pan)
12. Ashley Gearing - "When You Wish Upon a Star" (Pinóquio)
13. Daniel Bedingfield - "A Dream is a Wish Your Heart Makes' (Cinderela)
14. They Might Be Giants - "Baroque Hoedown"' (Parada Elétrica da Disney)

## Videoclipes
- "True To Your Heart"  (Mulan)  - Raven Symoné
- "Circle of Life"  (O Rei Leão)  - Disney Channel Circle of Stars
- "Anytime You Need a Friend"  (Nem que a Vaca Tussa)  - The Beu Sisters
- "Once Upon (Another) Dream"  (A Bela Adormecida)  - No Secrets

## Paradas musicais
| Parada (2004)       | Melhor posição |
| ------------------- | -------------- |
| Billboard 200       | 29             |
| Top Internet Albums | 52             |
| Top Kids Audio      | 1              |